# Grumpy Cat
Grumpy Cat (4. dubna 2012, Morristown, Arizona – 14. května 2019, Morristown, Arizona) byla kočka, která se stala všeobecně známou internetovou celebritou. Svou slávu získala především díky svému nevrlému (z anglického grumpy) výrazu, kterým se výrazně lišila od běžných koček. Narodila se ve městě Morristown v Arizoně. Její majitelkou byla Tabatha Bundesen. Zemřela na komplikace po infekci močových cest ve věku 7 let.

## Jméno
Kočka se původně jmenovala Tardar Sauce. Původní jméno jí vymyslela Chyrstal (dcera paní Bundesenové). Srst kočky jí připomínala tatarskou omáčku (anglicky tartar sauce). Díky tomu vznikla zkomolenina Tardar Sauce. Jméno Grumpy Cat vzniklo až po uveřejnění fotografií a videí na sociálních sítích. Ačkoliv se ke jménu Grumpy Cat hlásila spousta lidí, není známo, kdo jej navrhl jako první.
Grumpy Cat stále slyšela na obě jména, ovšem původní jméno Tardar Sauce už téměř nikdo nepoužíval a samotní majitelé jí často oslovovali jednoduše Grumpy.

## Počátky internetové slávy
Svou popularitu Grumpy Cat získala takřka přes noc. 23. září 2012 umístil bratr Tabathy Bundesen na internet několik fotografií kočky s naštvaným výrazem. Na internetu okamžitě vznikly spekulace, že fotografie byly upraveny a nejsou skutečné a kočka s takovým výrazem jednoduše nemůže existovat. Jako nezpochybnitelnou odpověď Bryan Bundesen proto umístil na YouTube několik krátkých videí, která zachycovala výraz Grumpy Cat. Videa se stala okamžitě internetovou senzací a během několika hodin se rozšířila po celém světě.
Popularitu rychle získala také na dalších sociálních sítích. Na Facebooku měla v květnu 2019 více než 8,5 milionů fanoušků. Velmi známá je také na sociální síti 9GAG, kde členové této komunity často používají její fotografie pro vytváření memů.

## Původ naštvaného výrazu
O původu nevšedního výrazu této kočky je na internetu spousta spekulací. Zvláštní tělesné proporce Grumpy Cat měla, podle informací od její majitelky, na svědomí porucha zvaná nanismus. Ta se kromě zkrácení končetin projevil u Grumpy Cat údajně také v jejím obličeji. Její postižení také mohlo za téměř neustále třesoucí se nohy.

## Charakter
Přestože se Grumpy Cat proslavila především pro svou mrzutost, ve skutečnosti se jednalo o velmi hravou kočku.
Měla také sourozence, který se jmenoval Pokey. Trpěl stejnou poruchou jako Grumpy.

## Komercializace
Na oficiálních stránkách Grumpy Cat mají možnost její příznivci vybírat z širokého množství předmětů s jejím vyobrazením.

### Grumppuccino
V únoru 2014 se začal prodávat nápoj pod značkou Grumppuccino a zrnková káva Grumpy Cat Coffee.
Na konci prosince 2015 internetové stránka drinkgrumpycat.com přestala tyto produkty prodávat a Twitterový účet spojený se značkou se odmlčel.

### A Grumpy Book
23. července 2013 vydala společnost Chronicle Books knihu pod názvem Grumpy Cat: A Grumpy Book. Tato kniha se během dvou týdnů dostala na první pozici prodaných knih ve své kategorii v internetovém obchodu Amazon. Společnost Chronicle Books vydala také kalendář s tematikou Grumpy Cat.

### Friskies
Grumpy Cat se objevila v několika reklamních spotech značky Friskies s názvem „Will Kitty Play With It?“ a několika hudebních videoklipech. Jedno z těchto videí – píseň „Hard To Be a Cat at Christmas“ – získalo na YouTube přes 3 500 000 zhlédnutí, než bylo spolu s ostatními na přelomu let 2017 a 2018 odstraněno z kanálu Friskies.

### Filmy
30. května 2013 bylo uveřejněno na Hollywoodské stránce Deadline, že společnost Broken Road Productions získala práva pro natočení rodinné komedie o Grumpy Cat. Film dostal na starost Todd Garner, který oznámil, že film bude animovaný a Grumpy Cat v něm ztvární podobnou roli jako kocour Garfield ve stejnojmenném filmu. Z natáčení filmu sešlo.
29. listopadu 2014 vyšel na stanici Lifetime hraný televizní film „Grumpy Cat's Worst Christmas Ever“ s vánoční tematikou. Herečka Aubrey Plaza namluvila hlavní kočičí roli.

## Úspěchy
V roce 2012 byla Grumpy Cat jmenována MSNBC jako Most Influential Cat.
V roce 2013 získala Grumpy Cat ocenění BuzzFeed's Meme of the Year Award na předávání cen Webby.
V roce 2013 získala také ocenění Lifetime Achievement Award udělované společností Friskies.

## Zajímavosti
Grumpy Cat je registrovaná obchodní značka, jejíž autorská práva patří společnosti Grumpy Cat Limited.
Grumpy Cat měla i svého manažera. Byl jím Ben Lashes, který mimo jiné reprezentuje i Nyan Cat, která se taktéž stala internetovým memem.